# أوربانو مونتي
أوربانو مونتي (16 أغسطس 1544 - 15 مايو 1613)رسام خرائط إيطالي
رسم خريطة تعد هي الأكبر من نوعها عام 1587 أي قبل حوالي 400 سنة، تتألف الخريطة من 60 ورقة منفردة.